# Saison 2015-2016 de l'AS Rome
 (août 2016).
Si vous disposez d'ouvrages ou d'articles de référence ou si vous connaissez des sites web de qualité traitant du thème abordé ici, merci de compléter l'article en donnant les références utiles à sa vérifiabilité et en les liant à la section « Notes et références ».
Maillots
Chronologie
Saison précédente Saison suivante
La saison 2015-2016 de l'AS Rome est la 85e saison des romains dans l'élite.

## Résumé de la saison
Durant cette saison, l'entraîneur français Rudi Garcia a été remercié et remplacé par Luciano Spaletti.